# Passerelles de Bréhec
Les passerelles de Bréhec sont une série de quatre anciennes passerelles ferroviaires construites par Louis Harel de la Noë sur la ligne de Paimpol à Plouha, exploitée par les chemins de fer des Côtes-du-Nord. Elles sont situées sur la commune de Plouézec, dans les Côtes-d'Armor en Bretagne. Elles étaient situées entre le viaduc de Bréhec et la passerelle de Kermanac'h, et longeaient la route dite "Côte des Terres Neuvas" (Départementale no 54). Elles sont mises en service avec l'ouverture de la ligne le 11 juillet 1922. Le dernier voyage a lieu le 31 décembre 1956; la ligne est déclassée le 27 janvier 1958.

## Caractéristiques des ouvrages
| Passerelle | Construction | L (m)  | h (m) | Portée | Type ouvrage | Coordonnées cartographiques | Démolition en 1968 |
| 1re        | 1913-1918    | 131,10 | 3,50  | --     |              | 48° 43′ 47″ N 2° 57′ 07″ O  | Totale             |
| 2e         | 1913-1918    | 81,10  | 11    | --     |              | 48° 43′ 54″ N 2° 57′ 14″ O  | Totale             |
| 3e         | 1913-1918    | 95,30  | 9,40  | --     | En courbe    | 48° 44′ 00″ N 2° 57′ 21″ O  | Partielle          |
| 4e         | 1913-1918    | 73,70  | 5,70  | --     | En courbe    | 48° 44′ 06″ N 2° 57′ 22″ O  | Partielle          |